# 교향곡 41번 (모차르트)

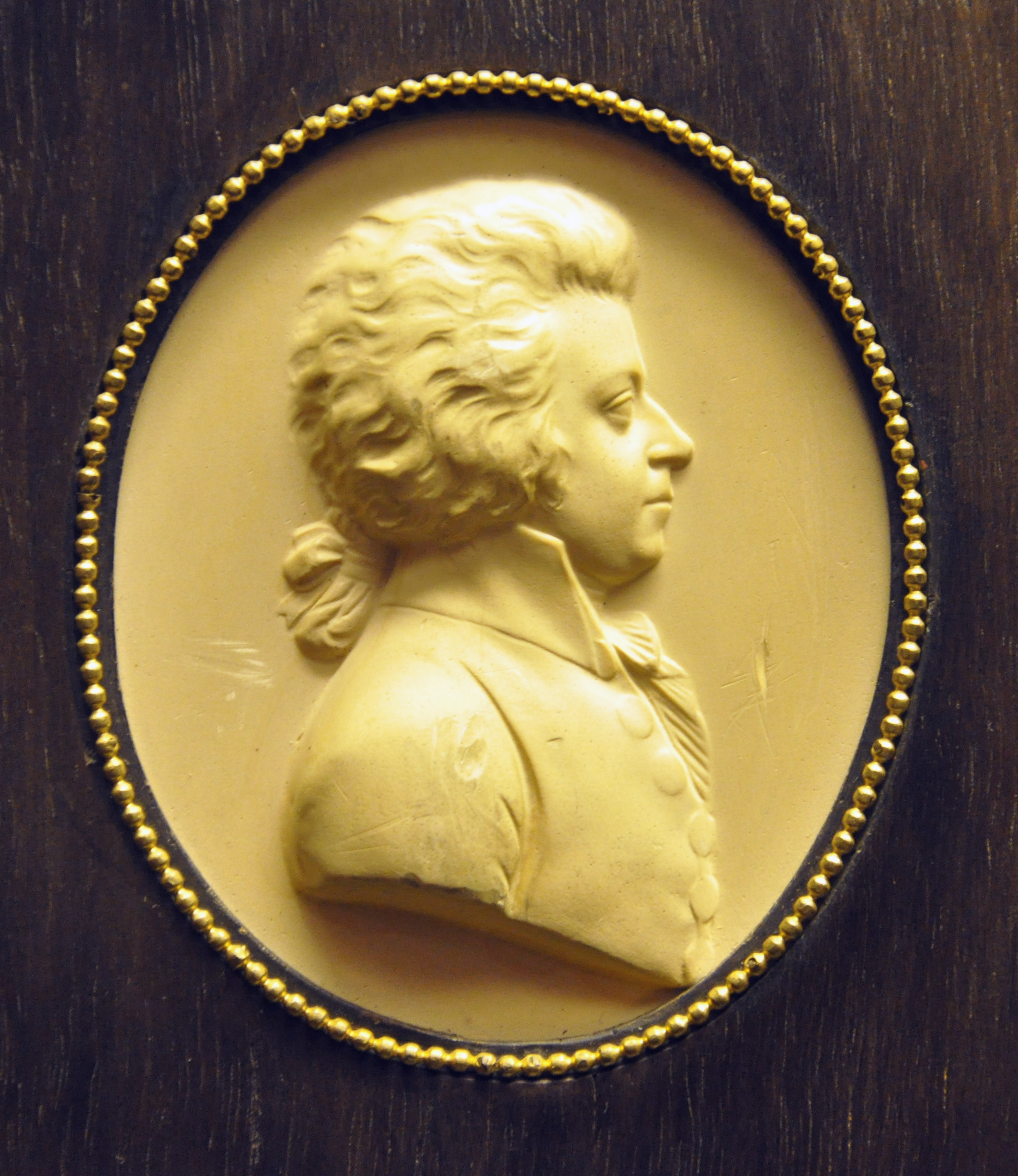
모차르트 (1788년 경)

교향곡 41번 다장조 ‘주피터’(Symphony No. 40 in C major, K. 551)는 볼프강 아마데우스 모차르트가 1788년 교향곡 40번 사단조(KV. 550)에 이어서 단 몇 주 만에 작곡한 곡이다. 이 곡의 웅장함을 상징하는 ‘주피터(Jupiter)’라는 별칭은 모차르트가 직접 붙인 것은 아니다. 알려진 바에 따르면, 이 곡은 모차르트 생전에는 연주된 적이 없다고 한다.

## 작품
전형적인 고전 시대의 교향곡 형식으로, 4개의 악장으로 구성되어 있다.
| 모차르트-교향곡 41번 1악장 |
|                            |
|                            |

```
 1. 알레그로 비바체 (Allegro vivace)
```

| 모차르트-교향곡 41번 2악장 |
|                            |
|                            |

```
 2. 안단테 칸타빌레 (Andante cantabile)
```

| 모차르트-교향곡 41번 3악장 |
|                            |
|                            |

```
 3. 미뉴에트: 알레그레토 - 트리오 (Minuet: Allegretto - Trio)
```

| 모차르트-교향곡 41번 4악장 |
|                            |
|                            |

```
 4. 몰토 알레그로 (Molto allegro)
```

4악장의 독창적인 푸가가 특히 유명하다. 이 새로운 형식은 서양 음악에 있어서의 큰 발전으로 평가된다.